# Bruno Nuytten

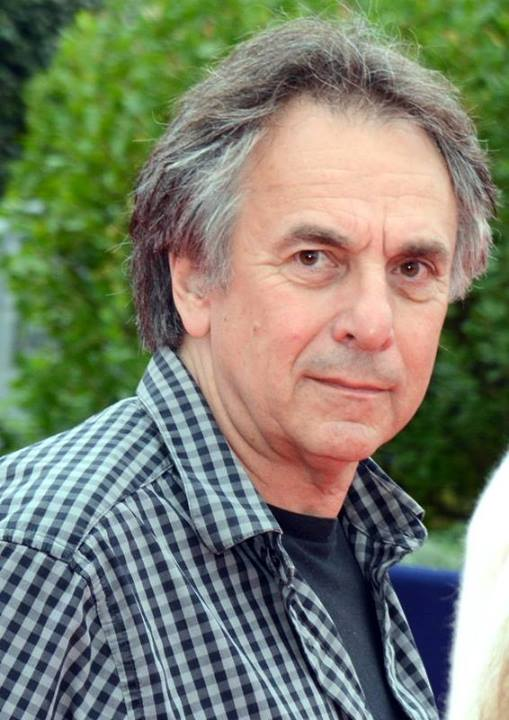
Bruno Nuytten 2013 in Deauville

Bruno Nuytten (* 28. August 1945 in Paris) ist ein französischer Kameramann, Filmregisseur und Drehbuchautor.

## Leben
Bruno Nuytten besuchte die belgische Filmhochschule INSAS und erwarb ein Diplom der Filmhochschule von Vaugirard. Ab den 1970er Jahren wurde er als Chefkameramann eingesetzt und arbeitete bei mehreren Filmen mit Marguerite Duras zusammen. Ihm hat die Schriftstellerin Duras ihre Erzählung L´Amant (Der Liebhaber) gewidmet. 
Nuytten etablierte sich als einer der führenden Kameraleute Frankreichs. 1977 erhielt er für Unser Weg ist der beste und Barocco, sowie 1984 für Am Rande der Nacht jeweils den César für die Beste Kamera. 1988 debütierte er als Regisseur mit der Filmbiographie Camille Claudel, zu der er auch das Drehbuch verfasste. Seine damalige Lebensgefährtin, die französische Schauspielerin Isabelle Adjani, verkörperte darin die Bildhauerin und Malerin Camille Claudel, Gérard Depardieu übernahm den Part des Auguste Rodin. Der Film wurde ein großer Publikumserfolg und 1989 mit dem César als Bester Film ausgezeichnet. Isabelle Adjani gewann den Preis als Beste Hauptdarstellerin sowie einen Silbernen Bären und wurde bei der Oscarverleihung 1990 mit einer Oscar-Nominierung als Beste Hauptdarstellerin bedacht. Adjani und Nuytten haben einen gemeinsamen Sohn (* 1979).

## Filmografie (Auswahl)
- 1973: Die Ausgebufften (Les valseuses)
- 1975: India Song
- 1975: Erinnerungen aus Frankreich (Souvenirs d’en France)
- 1976: Unser Weg ist der beste (La meilleure façon de marcher)
- 1976: Sein Name aus Venedig im verlassenen Kalkutta (Son nom de Venise dans Calcutta désert)
- 1976: Barocco
- 1977: Der Lastwagen (Le camion)
- 1978: Die Schildkröte auf dem Rücken (La tortue sur le dos)
- 1979: Die Schwestern Brontë (Les sœurs Brontë)
- 1979: Wer geht denn noch zur Uni? (French Postcards)
- 1980: Brubaker
- 1980: Ein Mörder geht vorbei (Un assassin qui passe)
- 1981: Possession
- 1981: Das Verhör (Garde à vue)
- 1981: Begegnung in Biarritz (Hôtel des Amériques)
- 1982: Nina (Invitation au voyage)
- 1983: Das Leben ist ein Roman (La vie est un roman)
- 1983: Am Rande der Nacht (Tchao pantin)
- 1984: Fort Saganne
- 1984: Die Piratin (La pirate)
- 1984: Die Kinder (Les enfants)
- 1985: Détective
- 1986: Jean Florette (Jean de Florette)
- 1986: Manons Rache (Manon des sources)

Drehbuch
- 1986: Double messieurs

Regie
- 1988: Camille Claudel (auch Drehbuch)
- 2001: Reise in die Polarnacht (Jim la nuit) (auch Drehbuch und Kamera)
- 2004: Es war einmal … Der letzte Tango in Paris (Il était une fois … Le dernier Tango à Paris)